# Igor Aleksovski
Igor Aleksovski (in macedone Игор Алексовски?; Skopje, 24 febbraio 1995) è un calciatore macedone, portiere del Flamurtari Valona e della nazionale macedone.

## Biografia
Ha un fratello più piccolo Filip anch'egli calciatore, che gioca nel Baškimi.

## Carriera

### Club
Inizia a giocare a calcio nelle giovanili del Makedonija G.P. e nel 2012 viene promosso in prima squadra. Nel 2016 viene acquistato a titolo definitivo dal Vardar.

### Nazionale
Ha debuttato con la nazionale macedone Under-21 il 5 settembre 2015, nella partita contro l'Ucraina (1-0). Ha partecipato con l'Under-21 all'Europeo del 2017.

## Statistiche

### Cronologia presenze e reti in nazionale
| Cronologia completa delle presenze e delle reti in nazionale ― Macedonia del Nord | Cronologia completa delle presenze e delle reti in nazionale ― Macedonia del Nord | Cronologia completa delle presenze e delle reti in nazionale ― Macedonia del Nord | Cronologia completa delle presenze e delle reti in nazionale ― Macedonia del Nord | Cronologia completa delle presenze e delle reti in nazionale ― Macedonia del Nord | Cronologia completa delle presenze e delle reti in nazionale ― Macedonia del Nord | Cronologia completa delle presenze e delle reti in nazionale ― Macedonia del Nord | Cronologia completa delle presenze e delle reti in nazionale ― Macedonia del Nord |
| Data                                                                              | Città                                                                             | In casa                                                                           | Risultato                                                                         | Ospiti                                                                            | Competizione                                                                      | Reti                                                                              | Note                                                                              |
| --------------------------------------------------------------------------------- | --------------------------------------------------------------------------------- | --------------------------------------------------------------------------------- | --------------------------------------------------------------------------------- | --------------------------------------------------------------------------------- | --------------------------------------------------------------------------------- | --------------------------------------------------------------------------------- | --------------------------------------------------------------------------------- |
| 22-10-2022                                                                        | Abu Dhabi                                                                         | Arabia Saudita                                                                    | 1 – 0                                                                             | Macedonia del Nord                                                                | Amichevole                                                                        | -1                                                                                | 46’                                                                               |
| Totale                                                                            |                                                                                   | Presenze                                                                          | 1                                                                                 |                                                                                   | Reti                                                                              | 0                                                                                 |                                                                                   |

## Palmarès

### Club

#### Competizioni nazionali
- Vtora makedonska fudbalska liga: 1

Makedonija G.P.: 2012-2013
- Campionato macedone: 1

Vardar: 2016-2017